# Список прем'єр-міністрів Індонезії
У статті подано Список прем'єр-міністрів Індонезії. Посада прем'єр-міністра існувала в Індонезії від 14 листопада 1945 до 9 червня 1959 року, коли повноваження глави уряду повернулись до президента країни.
| #    | Ім'я | Ім'я                  | Початок повноважень | Завершення повноважень | Партія                                            |
| ---- | ---- | --------------------- | ------------------- | ---------------------- | ------------------------------------------------- |
| 1    |      | Сутан Шарір           | 14 листопада 1945   | 20 червня 1947         | Соціалістична народна партія Соціалістична партія |
| 2    |      | Амір Шарифуддін       | 3 липня 1947        | 29 січня 1948          | Соціалістична партія                              |
| 3    |      | Мохаммад Хатта        | 29 січня 1948       | 20 грудня 1949         | Національна партія Індонезії                      |
| в.о. |      | Сусанто Тіртопроджо   | 20 грудня 1949      | 16 січня 1950          | Національна партія Індонезії                      |
| 4    |      | Абдул Халім           | 16 січня 1950       | 5 вересня 1950         | Безпартійний                                      |
| 5    |      | Мохаммад Натсір       | 5 вересня 1950      | 26 квітня 1951         | Машумі                                            |
| 6    |      | Сукіман Вірьосанджойо | 26 квітня 1951      | 1 квітня 1952          | Машумі                                            |
| 7    |      | Вілопо                | 1 квітня 1952       | 30 липня 1953          | Національна партія Індонезії                      |
| 8    |      | Алі Састроаміджойо    | 30 липня 1953       | 11 серпня 1955         | Національна партія Індонезії                      |
| 9    |      | Бурхануддін Харахап   | 11 серпня 1955      | 20 березня 1956        | Машумі                                            |
| 10   |      | Алі Састроаміджойо    | 20 березня 1956     | 9 квітня 1957          | Національна партія Індонезії                      |
| 11   |      | Джуанда Картавіджая   | 9 квітня 1957       | 9 червня 1959          | Національна партія Індонезії                      |